# Charles Philippe de Croÿ
Charles Philippe de Croÿ, Marchese di Havré (Bruxelles, 1º settembre 1549 – Borgogna, 23 novembre 1613), fu un militare e politico dei Paesi Bassi meridionali.

## Biografia
Era figlio di Philippe II de Croÿ e della sua seconda moglie Anna di Lorena. I suoi padrini erano re Carlo V e suo figlio, il futuro re Filippo II di Spagna, il che spiega il suo nome di battesimo.
Combatté sotto il duca d'Alba contro Guglielmo il Taciturno nel 1568 ed un anno dopo sotto re Carlo IX di Francia contro gli ugonotti. Fu gravemente ferito nella battaglia di Moncontour e fu curato nel castello di Havré da Ambroise Paré. Charles Philippe fu un confidente di re Filippo II e diventò un membro del Consiglio di Stato nei Paesi Bassi. Nel 1576 tentò invano di fermare il sacco di Anversa. Nel 1577 egli disertò per l'unione di Bruxelles e fu premiato dai ribelli, con la carica di ambasciatore in Inghilterra.
Nel 1579 fu in missione in Artois con Adolf van Meetkercke, quando si tirò indietro verso il re Filippo II. Fu graziato, ma è rimasto inattivo per i successivi 8 anni. Nel 1587 fu inviato con una spedizione militare per aiutare suo cugino Carlo III, duca di Lorena. Divenne nuovamente anche membro del Consiglio di Stato, e fu un sostenitore leale della politica assolutistica del re.
Nel 1594, fu mandato dall'arciduca Ernesto d'Austria alla Dieta Imperiale a Ratisbona come rappresentante del circolo borgognone, e diventò principe del Sacro Romano Impero. Nel 1599, diventò cavaliere dell'ordine del Toson d'oro.

## Famiglia
Charles Philippe sposò nel 1570 Diane de Dommartin (1552–1625). Ebbero:
- Charles Alexandre de Croÿ, marchese d’Havré (1574–1624)
- Dorothée de Croÿ (1575–1662), sposò suo cugino Charles III de Croÿ
- Ernest de Croÿ (1583–1620), sposò Anna di Pomerania nel 1619, furono i genitori di Ernst Bogislaw von Croÿ.
- Christine de Croÿ (1591–1634), sposò Filippo Ottone di Salm, ucciso nella Battaglia di Nördlingen (1634).

## Ascendenza
|                                             |                               |                                          | Genitori                                  |  |  | Nonni |  |  | Bisnonni                             |  |  | Trisnonni                           |  |
|                                             |                               |                                          |                                           |  |  |       |  |  | Philippe I de Croÿ, conte di Porcéan |  |  | Antoine I de Croÿ, conte di Porcéan |  |
|                                             |                               |                                          |                                           |  |  |       |  |  | Philippe I de Croÿ, conte di Porcéan |  |  | Antoine I de Croÿ, conte di Porcéan |  |
|                                             |                               | Marguerite de Lorraine                   |                                           |  |  |       |  |  | Philippe I de Croÿ, conte di Porcéan |  |  |                                     |  |
| Henry de Croÿ, conte di Porcéan             |                               |                                          |                                           |  |  |       |  |  | Philippe I de Croÿ, conte di Porcéan |  |  |                                     |  |
|                                             |                               | Jacqueline de Luxembourg                 | Louis de Luxembourg, conte di Saint-Pol   |  |  |       |  |  |                                      |  |  |                                     |  |
|                                             |                               | Jacqueline de Luxembourg                 | Louis de Luxembourg, conte di Saint-Pol   |  |  |       |  |  |                                      |  |  |                                     |  |
|                                             |                               | Jacqueline de Luxembourg                 | Jeanne de Marle                           |  |  |       |  |  |                                      |  |  |                                     |  |
| Philippe II de Croÿ, principe di Chimay     |                               | Jacqueline de Luxembourg                 |                                           |  |  |       |  |  |                                      |  |  |                                     |  |
|                                             |                               | René de Châteaubriand, conte di Casan    | Theaude de Châteaubriant, conte di Casan  |  |  |       |  |  |                                      |  |  |                                     |  |
|                                             |                               | René de Châteaubriand, conte di Casan    | Theaude de Châteaubriant, conte di Casan  |  |  |       |  |  |                                      |  |  |                                     |  |
|                                             |                               | René de Châteaubriand, conte di Casan    | Françoise Odart                           |  |  |       |  |  |                                      |  |  |                                     |  |
| Charlotte de Châteaubriand                  |                               | René de Châteaubriand, conte di Casan    |                                           |  |  |       |  |  |                                      |  |  |                                     |  |
|                                             |                               | Hélène d'Estouteville                    | Robert d'Estouteville, signore di Beyne   |  |  |       |  |  |                                      |  |  |                                     |  |
|                                             |                               | Hélène d'Estouteville                    | Robert d'Estouteville, signore di Beyne   |  |  |       |  |  |                                      |  |  |                                     |  |
|                                             |                               | Hélène d'Estouteville                    | Ambroisine de Loré                        |  |  |       |  |  |                                      |  |  |                                     |  |
| Charles Philippe de Croÿ, marchese di Havré |                               | Hélène d'Estouteville                    |                                           |  |  |       |  |  |                                      |  |  |                                     |  |
|                                             | René II, duca di Lorena e Bar | Ferry II, conte di Vaudémont             |                                           |  |  |       |  |  |                                      |  |  |                                     |  |
|                                             | René II, duca di Lorena e Bar | Ferry II, conte di Vaudémont             |                                           |  |  |       |  |  |                                      |  |  |                                     |  |
|                                             | René II, duca di Lorena e Bar | Yolande d'Anjou                          |                                           |  |  |       |  |  |                                      |  |  |                                     |  |
| Antoine, duca di Lorena e Bar               | René II, duca di Lorena e Bar |                                          |                                           |  |  |       |  |  |                                      |  |  |                                     |  |
|                                             |                               | Philippe de Gueldre                      | Adolphe de Gueldre                        |  |  |       |  |  |                                      |  |  |                                     |  |
|                                             |                               | Philippe de Gueldre                      | Adolphe de Gueldre                        |  |  |       |  |  |                                      |  |  |                                     |  |
|                                             |                               | Philippe de Gueldre                      | Catherine de Bourbon-Clermont             |  |  |       |  |  |                                      |  |  |                                     |  |
| Anne de Lorraine                            |                               | Philippe de Gueldre                      |                                           |  |  |       |  |  |                                      |  |  |                                     |  |
|                                             |                               | Gilbert de Bourbon, conte di Montpensier | Louis I, de Bourbon, conte di Montpensier |  |  |       |  |  |                                      |  |  |                                     |  |
|                                             |                               | Gilbert de Bourbon, conte di Montpensier | Louis I, de Bourbon, conte di Montpensier |  |  |       |  |  |                                      |  |  |                                     |  |
|                                             |                               | Gilbert de Bourbon, conte di Montpensier | Gabrielle de La Tour                      |  |  |       |  |  |                                      |  |  |                                     |  |
| Renée de Bourbon-Montpensier                |                               | Gilbert de Bourbon, conte di Montpensier |                                           |  |  |       |  |  |                                      |  |  |                                     |  |
|                                             |                               | Chiara Gonzaga                           | Federico I Gonzaga, marchese di Mantova   |  |  |       |  |  |                                      |  |  |                                     |  |
|                                             |                               | Chiara Gonzaga                           | Federico I Gonzaga, marchese di Mantova   |  |  |       |  |  |                                      |  |  |                                     |  |
|                                             |                               | Chiara Gonzaga                           | Margarete von Bayern                      |  |  |       |  |  |                                      |  |  |                                     |  |
|                                             |                               | Chiara Gonzaga                           |                                           |  |  |       |  |  |                                      |  |  |                                     |  |